# Endotricha
Endotricha är ett släkte av fjärilar som beskrevs av Philipp Christoph Zeller 1847. Endotricha ingår i familjen mott.

## Bildgalleri

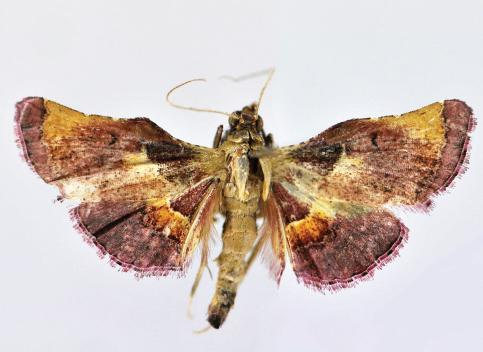
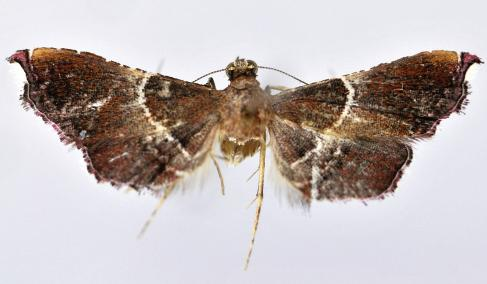
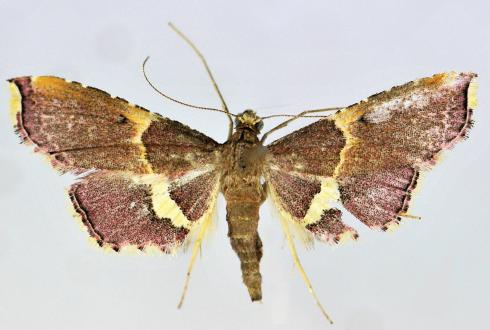
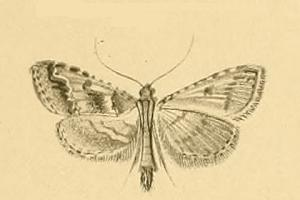
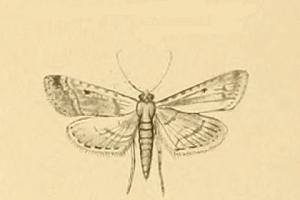

## Dottertaxa tillEndotricha, i alfabetisk ordning[1][2]
- Endotricha acrobasalis
- Endotricha aculeatalis
- Endotricha adustalis
- Endotricha aeacusalis
- Endotricha aethopa
- Endotricha affinialis
- Endotricha affinitalis
- Endotricha albicilia
- Endotricha albicinctalis
- Endotricha albifimbrialis
- Endotricha altitudinalis
- Endotricha anpingia
- Endotricha approximalis
- Endotricha ardentalis
- Endotricha argentata
- Endotricha aureorufa
- Endotricha auroralis
- Endotricha borneoensis
- Endotricha bradleyi
- Endotricha brunnea
- Endotricha buralis
- Endotricha capnospila
- Endotricha carnealis
- Endotricha chionocosma
- Endotricha chionosema
- Endotricha conchylaria
- Endotricha congrualis
- Endotricha consobrinalis
- Endotricha consocia
- Endotricha contestalis
- Endotricha coreacealis
- Endotricha costaemaculalis
- Endotricha cruenta
- Endotricha decessalis
- Endotricha denticostalis
- Endotricha dispergens
- Endotricha dissimulans
- Endotricha docilisalis
- Endotricha dyschroa
- Endotricha ellisoni
- Endotricha encaustalis
- Endotricha eoidalis
- Endotricha erythralis
- Endotricha euphiles
- Endotricha eximia
- Endotricha faceta
- Endotricha fastigia
- Endotricha flammealis
- Endotricha flavifimbrialis
- Endotricha flavifusalis
- Endotricha flavofascialis
- Endotricha formosensis
- Endotricha fuliginosa
- Endotricha fuscifusalis
- Endotricha fuscobasalis
- Endotricha gregalis
- Endotricha hemicausta
- Endotricha hoenei
- Endotricha hypogrammalis
- Endotricha ibycusalis
- Endotricha icelusalis
- Endotricha ignealis
- Endotricha inouei
- Endotricha jordana
- Endotricha khaoyaiensis
- Endotricha kuznetzovi
- Endotricha lignitalis
- Endotricha listeri
- Endotricha lobibasalis
- Endotricha loricata
- Endotricha lutealis
- Endotricha luteobasalis
- Endotricha luteogrisalis
- Endotricha luteopuncta
- Endotricha mahensis
- Endotricha major
- Endotricha mariana
- Endotricha melanchroa
- Endotricha melanobasis
- Endotricha meloui
- Endotricha mesenterialis
- Endotricha metacuralis
- Endotricha minialis
- Endotricha montanalis
- Endotricha munroei
- Endotricha murecinalis
- Endotricha nicobaralis
- Endotricha nigromaculata
- Endotricha niveifimbrialis
- Endotricha obscura
- Endotricha occidentalis
- Endotricha olivacealis
- Endotricha paliolata
- Endotricha periphaea
- Endotricha persicopa
- Endotricha perustalis
- Endotricha peterella
- Endotricha plinthopa
- Endotricha portialis
- Endotricha propinqua
- Endotricha psammitis
- Endotricha pulverealis
- Endotricha puncticostalis
- Endotricha punicea
- Endotricha pyrosalis
- Endotricha pyrrhaema
- Endotricha pyrrhocosma
- Endotricha ragonoti
- Endotricha repandalis
- Endotricha rhodomicta
- Endotricha rhodopteralis
- Endotricha robinia
- Endotricha rogenhoferi
- Endotricha rosealis
- Endotricha roselli
- Endotricha rosellita
- Endotricha rosina
- Endotricha rufofimbrialis
- Endotricha ruminalis
- Endotricha sabirusalis
- Endotricha sandaraca
- Endotricha sareochroa
- Endotricha sasakawai
- Endotricha semirubrica
- Endotricha separata
- Endotricha sexpunctata
- Endotricha similata
- Endotricha simplex
- Endotricha sondaicalis
- Endotricha suavalis
- Endotricha suffusalis
- Endotricha symphonialis
- Endotricha tamsi
- Endotricha theonalis
- Endotricha thermidora
- Endotricha thermusalis
- Endotricha thomealis
- Endotricha trichophoralis
- Endotricha unicalis
- Endotricha ustalis
- Endotricha wammeralis
- Endotricha variabilis
- Endotricha viettealis
- Endotricha wilemani
- Endotricha vinolentalis
- Endotricha xanthorhodalis